# Aubigny-aux-Kaisnes
Aubigny-aux-Kaisnes è un comune francese di 248 abitanti situato nel dipartimento dell'Aisne della regione dell'Alta Francia.

## Società

### Evoluzione demografica
Abitanti censiti